# V415 Киля
О звезде a Киля см. V357 Киля

V415 Киля (A Car) — спектрально-двойная звезда в созвездии Киля. Звезда удалена от Земли на 553 световых года.
Главный компонент, V415 Киля A, является жёлтым ярким гигантом спектрального класса G с видимой звёздной величиной +4,418. Второй компонент, V415 Киля В, является белой звездой спектрального класса А, и его видимый блеск на 3 звёздные величины выше главной звезды. Угловое расстояние между компонентами составляет 2,17 угловых секунд.
Два компонента периодически затмевают друг друга, в итоге делая звезду затменно-переменной. Видимый блеск звезды уменьшается на 0,06 звёздные величины каждые 195 дня.